# Зібнерконкордат
Зібнерконкорда́т (або Конкордат Сімох — від нім. Siebnerkonkordat; або Зібенбунд (від Siebenbund — «Союз сімох») — угода 17 березня 1832 року сімох промислово розвинених («відроджених») кантонів Швейцарії.
Угоду уклали кантони: Ааргау, Берн, Золотурн, Люцерн, Санкт-Галлен, Тургау, Цюрих. Конкордатом Сімох була запропонована програма політичних, економічних і соціальних перетворень, яка, втім, була відкинута більш економічно відсталими кантонами.